# 31731 Johnwiley
31731 Johnwiley este o planetă minoră (asteroid), cu un diametru de 2,985 km, din centura de asteroizi. A fost descoperită pe 12 mai 1999 la Experimental Test Site⁠(d) de Lincoln Near-Earth Asteroid Research. 
Obiectul prezintă o orbită caracterizată de o semiaxă mare de 2,560594 UAi, o excentricitate de 0,08, o înclinație de 7,25233 ° în raport cu ecliptica.